# Ommatius fernandezi
Ommatius fernandezi là một loài ruồi trong họ Asilidae. Ommatius fernandezi được Scarbrough miêu tả năm 2002. Loài này phân bố ở vùng Tân nhiệt đới.